# Meridiano 81 W
O meridiano 81 W é um meridiano que, partindo do Polo Norte, atravessa o Oceano Ártico, América do Norte, Oceano Atlântico, Mar do Caribe, Panamá, América do Sul, Oceano Pacífico, Oceano Antártico, Antártida e chega ao Polo Sul. Forma um círculo máximo com o Meridiano 99 E.
Começando no Polo Norte, o meridiano 81 Oeste tem os seguintes cruzamentos:
| País, território ou mar | Notas                                                                      |
| ----------------------- | -------------------------------------------------------------------------- |
| Oceano Ártico           |                                                                            |
| Canadá                  | Nunavut - Ilha Ellesmere                                                   |
| Jones Sound             |                                                                            |
| Canadá                  | Nunavut - Ilha Devon                                                       |
| Estreito de Lancaster   |                                                                            |
| Enseada Navy Board      | Passa a oeste da Ilha Bylot, Nunavut, Canadá                               |
| Canadá                  | Nunavut - Ilha de Baffin                                                   |
| Bacia de Foxe           | Passa a leste da Península de Melville, Nunavut, Canadá                    |
| Canal de Foxe           |                                                                            |
| Canadá                  | Nunavut - Península de Bell, Ilha Southampton                              |
| Baía de Hudson          |                                                                            |
| Baía de James           |                                                                            |
| Canadá                  | Nunavut - Ilha Akimiski                                                    |
| Baía de James           |                                                                            |
| Canadá                  | Ontário - passa na Baía Georgiana, Lago Huron                              |
| Lago Erie               |                                                                            |
| Estados Unidos          | Ohio Virgínia Ocidental Virgínia Carolina do Norte Carolina do Sul Geórgia |
| Oceano Atlântico        |                                                                            |
| Estados Unidos          | Flórida                                                                    |
| Baía da Flórida         |                                                                            |
| Estados Unidos          | Flórida - Key Vaca                                                         |
| Oceano Atlântico        | Estreito da Flórida                                                        |
| Cuba                    |                                                                            |
| Mar das Caraíbas        | Passa a oeste da Grande Caimão, Ilhas Caimã                                |
| Panamá                  |                                                                            |
| Oceano Pacífico         |                                                                            |
| Equador                 | Cerca de 1 km perto da cidade de Salinas                                   |
| Oceano Pacífico         | Golfo de Guayaquil                                                         |
| Peru                    |                                                                            |
| Oceano Pacífico         |                                                                            |
| Peru                    |                                                                            |
| Oceano Pacífico         | Passa a oeste da Ilha Alejandro Selkirk, Chile                             |
| Oceano Antártico        |                                                                            |
| Antártida               | Território reclamado pelo Chile (Antártida Chilena)                        |